# MV Agusta Turismo Veloce
La MV Agusta Turismo Veloce è una motocicletta prodotta dalla casa motociclistica italiana MV Agusta presentata in anteprima all'EICMA del 2013, ma la cui commercializzazione è iniziata con ritardo visto anche il momento di crisi attraversata dalla casa costruttrice. È stata resa disponibile per le prove su strade alla stampa nell'aprile del 2015

## Profilo
La Turismo Veloce è pubblicizzata come una "crossover", ovvero una sportiva stradale a manubrio alto con impostazione da "maxi motard" e si confronta sul mercato con BMW S 1000 XR e Ducati Multistrada.
Il motore è un tre cilindri in linea con una cilindrata di 798 cm³, derivato da quello che già equipaggia la MV Agusta F3 800, raffreddato a liquido a 4 tempi e dotato di iniezione elettronica, propulsore già montato su altri modelli. La potenza erogata è di 110 CV a 10.000 giri/min, la velocità massima è di 230 km/h e gli pneumatici hanno cerchi da 17 pollici con misure del battistrada da 120 all'anteriore e 190 al posteriore.
L'estetica presenta anteriormente un faro dalla forma romboidale, integrato e contornato da una cornice a LED e, nella versione "Lusso", al posteriore sono presenti due motovaligie la cui larghezza non eccede quella del manubrio.
Di serie sono presenti l'ABS, il cruise control, quattro modalità di guida e mappature motore che tagliano la potenza erogata dal propulsore per meglio adattare la moto alla guida e alle condizioni dell'asfalto (Rain 80 CV, Touring 90 CV, Sport 110 CV e l'ultima Custom personalizzabile dal motociclista), il MVCSC (MV Agusta Chassis Stability Control) e MVICS 2.0 (Motor & Vehicle Integrated Control System) e il cambio elettronico a sei rapporti.
Anche a causa del perdurante stato di crisi della MV Agusta i numeri di produzione sono stati abbastanza ridotti, con Turismo Veloce e Rivale che hanno complessivamente raccolto 181 immatricolazioni nei primi mesi del 2016.
In occasione dell'EICMA 2016 è stata presentata anche una versione "Reparto Corse", di cui viene dichiarata una tiratura limitata a 250 pezzi.
Nel 2021 quattro MV Agusta Turismo Veloce Lusso SCS con livrea della Polizia di Stato entrano in servizio presso il reparto motociclisti “Nibbio” dell’Ufficio Prevenzione Generale e Soccorso Pubblico della Questura di Milano.